# 杰克·特谢拉
杰克·道格拉斯·特谢拉（英語：Jack Douglas Teixeira，发音：/teɪˈʃɛərə/ tay-SHAIR-ə，2001年12月—），前麻薩諸塞州州空軍國民警衛隊第102情报联队军人，于2023年4月因涉嫌泄露五角大楼文件而被联邦调查局人员逮捕，并被控未经允许私自持有及传输国防信息以及删除和持有机密文件和材料。2024年3月，特谢拉对故意持有和传输国防信息的指控表示认罪，特谢拉于2024年11月被判處15年刑期。

## 早年生活
特谢拉于2001年12月出生，他的继父是一名退休空军主军士长，先前供职于鱈魚角聯合基地，而他的继兄目前也在那里工作，而他的母亲则曾工作于一个支持退伍军人的非营利组织。
特谢拉拥有葡萄牙血统，祖父是来自亚速尔聖米格爾島的移民。
特谢拉于2020年自戴頓-里霍博斯地區高中毕业，但由于前往德克萨斯州拉克兰空军基地参加空军基础军事训练的缘故未能参加毕业典礼。据他的同学回忆，他在上学时期非常热衷于军事、战争和枪支，导致很少有人愿意与他做朋友。另外特谢拉非常渴望参军，不过一名同学在接受采访时表示他在成功参军之后又产生了悔意。

## 职业
高中毕业后，特谢拉于2019年9月到麻薩諸塞州州空軍國民警衛隊的第102情报联队当了一名网络运输系统管理员，主要职责为确保队伍的通信网络正常工作，驻地位于鳕鱼角的奥蒂斯空军国民警卫队基地（Otis Air National Guard Base）。2022年7月，特谢拉晋升为一等兵，根据美国空军的规定，担任科技或情报类职业的许多军士，即使是一些级别较低的人都有权获取机密情报，对于公众关于为何如此年轻的一个军士都可以获取机密文件的质疑，美国国防部长劳埃德·奥斯汀表示美国军队的大部分人都是年轻人，因此问题不在于年龄，而是在于相关人员“如何负责任的恪守职责和如何保护机密信息”。由于工作原因，特谢拉拥有访问最高级机密文件的安全許可。另外，特谢拉还获得过空军功勋奖章

## 泄密指控
2023年4月初，媒体报道指特谢拉至少从2022年10月开始就经常通过线上交流平台Discord上一个名叫“Thug Shaker Central”（名字取材于一段同性恋色情视频所创造的一个网络迷因）的服务器分享机密信息，这些信息部分是抄录自他读过的文件中，部分则来自于曾放在他办公室内的打印件，而为了避免在工作地被发现，特谢拉均是将文件带回家后再进行拍照。特谢拉所在的聊天室为2019冠状病毒病疫情期间所创立，创立目的是供里面的人靠谈论电子游戏、枪械或网络迷因等事物来打发时间，根据《纽约时报》报道，特谢拉是该聊天室的管理员，并且经常教育群友要多了解世界大事。关于聊天室的人数众说纷纭，各媒体的说法从24人到大约50人不等。
2023年2月28日，一名Thug Shaker Central成员将大量机密文件发送到了另一个服务器，随后接到文件的服务器成员又把文件传给了一个与我的世界有关的游戏服务器。后来这些机密文件出现在了一个俄语Telegram频道上，《纽约时报》率先对这一情况做了报道。4月21日，《纽约时报》报道，大约从2022年2月到2023年3月间，一个疑似是特谢拉所持有的Discord账号又分享了上述文件的手写总结版本，且似乎还把文件照片发送到了另一个大约拥有600名成员的服务器，

### 被捕及起诉
2023年4月13日早上，联邦调查局人员在特谢拉位于戴顿的家中将其逮捕。警方还发现特谢拉在其父母家的床附近储备了包括手枪、猎枪、手动枪机步枪、带有高容量弹匣的AK式步枪、一套防毒面具等武器，并在他桌子的抽屉里发现了一些弹药、一个战术背包和一些类似消声器配件的物品。
被捕第二天，特谢拉出现在了波士顿地区法院，但并没有作出任何陈述，其父母也始终保持沉默，并且在离开时拒绝了媒体采访。特谢拉一共受到两项指控，其一为违反《1917年间谍法》在未经允许的情况下持有和传输国防信息，其二为在未经允许的情况下删除和持有机密文件，两项罪名的最高刑期分别为10年和5年。在法庭下达的刑事起诉书中，还附有一份来自联邦调查局反情报处一名特别代理人的宣誓书。
特谢拉的辩护律师是一名联邦公设辩护人，他在辩护时请求延迟特谢拉的拘留听证会，以便有更多时间重审案件，最终获得法院同意。在4月27日拘留听证会正式举行前，控方和辩护人一起向法庭提交了备忘录，控方并提出特谢拉有极大可能会潜逃，因此要求不准其保释，还指控他有破坏证据的情节以及可能仍然持有“对敌国具有大量价值的机密信息”，因为其在被捕前曾通知聊天室成员删除所有信息和请求一名用户帮忙阻拦调查局人员，而他自己则将手机扔到了卡车里，并匆匆砸坏平板电脑和游戏机后丢到了家附近的垃圾桶。除此之外，他还曾在2022年末和2023年初发表过种族歧视和诸如想杀死大量人群以“除掉傻子”、想制造一辆用于刺杀的汽车和咨询朋友何种武器方便在汽车上使用等煽动暴力和谋杀的言论，并曾多次使用政府给他配备的电脑搜索与大型谋杀案有关的信息。为了支撑不准特谢拉保释的建议，控方还提出特谢拉在2018年读高中二年级时还曾因为发表了一些关于武器的危险言论而被停课，且直到参军之前一直被限制获取持枪证。另外，控方翻出了特谢拉在20年10月和2023年1月的经历，当时他的上级发现他无故抄录机密材料或是查看与工作无关的材料，并对他进行了阻止。5月19日，一名法官在听证会上宣布直到开审为止，特谢拉将不得保释。6月15日，特谢拉被正式提起公诉，但特谢拉在6月21日受审时当庭表示不认罪。
2024年3月4日，特谢拉对关于故意持有和传输国防信息的六项指控表示认罪，法庭将在2024年9月27日宣布判决结果，如果法庭接受认罪陈述，特谢拉面临的刑期将在11年到16年零8个月之间。
2024年11月12日，特谢拉被法庭判處15年刑期。